# Міщенко Петро Артемович
Петро Артемович Міщенко (5 серпня 1928, Ковалі — 21 серпня 1978, Житомир) — український радянський флейтист і музичний педагог, соліст оркестру Донецького театру опери і балету, викладач Донецького педінституту, Заслужений артист Української РСР (1976).

## Біографія
З 1946 по 1949 рік Петро Міщенко навчався в Житомирському музичному училищі. У 1952 році він закінчив Київську консерваторію по класу Андрія Проценка.
З 1954 по 1978 рік П.Міщенко був солістом оркестру Донецького театру опери і балету.
З 1972 року він викладав у Донецькому педінституті.
У 1976 році Петру Міщенку було присвоєно почесне звання Заслужений артист УРСР.